# 九州男児
九州男児 （きゅうしゅうだんじ）は、九州出身の男性のこと。一本気、逞しい、勇ましい等、ポジティブイメージがある。反面、短気、曖昧、自己中心的、さらには男尊女卑などといったネガティブイメージもある。

## 概要
九州とひとくくりにいっても、各地域で言葉や生活習慣、気風は異なる。現在の「九州男児」のポジティブイメージは、主に以下の諸地方のイメージが複合していると思われる。
1. 福岡市の博多山笠などに見られる勇ましい男の姿
2. 北九州市の小倉を舞台にした『無法松の一生』の無法松のイメージ
3. 熊襲族の末裔として肥後もっこすと呼ばれる正義感の強い熊本県民の県民性
4. 西郷隆盛等の幕末の薩摩藩士によって強化された薩摩隼人と呼ばれる質実剛健な鹿児島県士族のイメージや、ぼっけもん。

一方で、宮崎県の男性を指して「いもがらぼくと」（民謡となっている。里芋の茎を木刀に見立てたイメージのこと）と呼ぶことがある。外見は頼もしいが実はお人好しで柔らかい人柄を指している。但し、旧薩摩藩に属した都城市や小林市など県西部地域は、気が荒く個性的な人が多いと言われる。又、こうしたイメージが逆に九州に持ち込まれ、九州の男性は出身県にかかわらず「九州男児」であることを誇示することがある。大分県の場合はまとまりがなく「赤猫根性」と呼ばれており、協調性に乏しく、商売上手で合理性があり、自主独立志向の高い人が多い。すなわち東九州地域においては、一般的な九州男児のイメージとはずれがある。

### 地域性

#### 福岡県
「博多っ子」（まつり好きの目立ちたがり屋、「博多のぼせもん」とも。福岡地域）、「川筋気質」（血の気の多い。筑豊地域）、「しろしい、しろしか」

#### 佐賀県
「ふうけもん（馬鹿者）」、「いひゅうもん（異風者）」

#### 長崎県
「おうどもん（横道者）」

#### 熊本県
「肥後の引き倒し」（強情で偏屈な性格）、「肥後の議論倒れ」（勝手な意見が出て、足を引っ張りあって何も決まらない）、「肥後の中将」

#### 大分県
「赤猫根性」（ずるがしこくて計算高く偏狭）、「よだきい」（気が進まない。誘いを断る個人主義）

#### 宮崎県
「いもがらぼくと」（芋柄で作った木刀、見掛けは立派だが芯のないお人よし）

#### 鹿児島県
「薩摩の芋づる」（盛り立て協力する性格）、「ぼっけもん」（豪快にふるまう一本気で気性の激しい性格）、女は「おごじょ」（控えめで芯の強い女性）。「議をいうな」（講釈を垂れるより行動）。